# ターレ
ターレ（Thale）は、ドイツのザクセン＝アンハルト州ハルツ郡にある都市。ハルツ山地の山麓に位置する。人口は約17,000人。 

## 概要
ボーデ川沿いに街が拓け、ハルツ山系へ通じる2本のリフト（チェアリフトとゴンドラ）がある。街の西側の山に登るリフトの先には、ロストラッペ（馬の足跡）と呼ばれる、崖に面した岩に馬の蹄鉄の跡がついた伝説の場所がある。

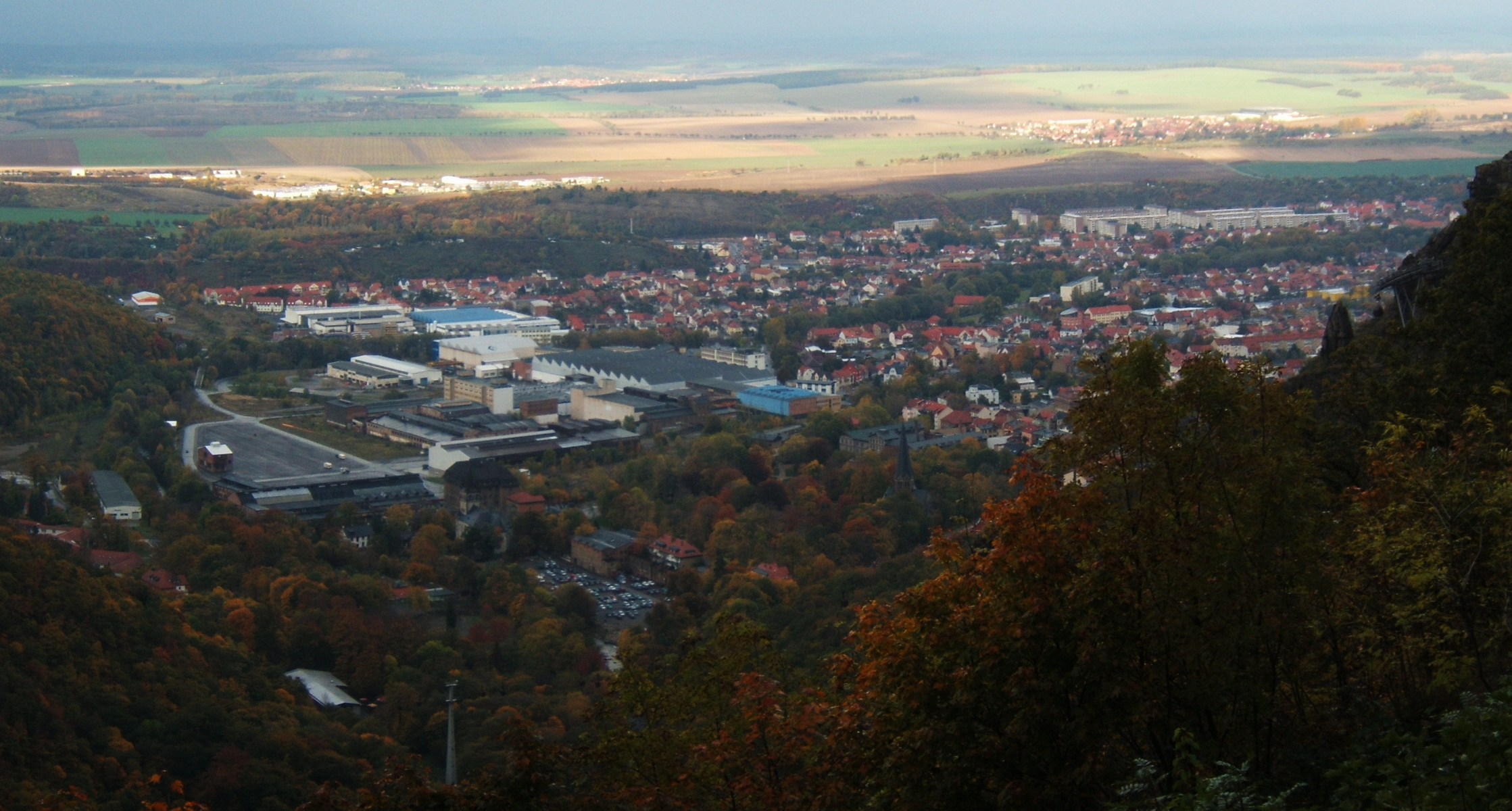
ヘクセンタンツプラッツ（魔女の踊り場）より街を望む

対岸へ渡るゴンドラに乗ると、ハルツ山劇場やヴァルプルギスホール、ヘクセンタンツプラッツがある。ヘクセンタンツプラッツは魔女が酒盛りをしたといわれる場所であり、この街で最も有名な観光地となっている。ここには動物園もある。なお、魔女はブロッケン山などハルツ地方のあちこちでシンボルとなっている。